# Monts Brownsberg
Les monts Brownsberg (en anglais Brownsberg Mountains) sont un massif montagneux de l'Est du Suriname, qui culmine à environ 500 mètres d'altitude.
Le massif fait partie de la réserve naturelle Brownsberg Nature Park depuis 1969. Des milliers d'orpailleurs illégaux détruisent et polluent cependant la région.